# Лікарня лютеранської громади
Ліка́рня лютера́нської грома́ди (відома як лікарня водників) — лікарня в Києві, заснована німецькою євангелічно-лютеранською громадою. Розташована на вулиці Володимира Винниченка, 9. У будівлі розміщується Університетська клініка НМУ ім. О.О. Богомольця (до 2020 року — Київська центральна басейнова клінічна лікарня).
За визначенням дослідників, будівля — яскравий зразок національно-романтичної течії пізнього модерну.
Рішеннями виконавчого комітету Київської міськради народних депутатів № 159 від 27 січня 1970 року і № 49 від 21 січня 1986 споруду поставили на облік пам'яток архітектури й історії місцевого значення. Охоронний номер — 93-Кв.

## Історія
Головний корпус лікарні та двоповерхову службову будівлю на подвір'ї збудували 1913 року. Із цією метою німці-лютерани Києва зібрали 100 тисяч карбованців. Проєкт будівлі в стилі середньовічного замку розробив мюнхенський архітектор Кольман. Безпосередньо будівництвом керував київський архітектор Едуард Брадтман й інженер М. Міхельсон.
У радянські часи будівлю націоналізували. У ній розмістили лікарню для обслуговування водників. 1933 року на її базі влаштували розраховану на 50 ліжок терапевтичну клініку, яку очолив Вадим Іванов (1892—1962).
У 1938—1939 роках за проєктом архітекторів Т. М. Волкобой та А. Л. Сорокіна до головного корпусу прибудували праве крило аудиторії на 300 студентів із вестибюльною групою приміщень. Стиль первісної споруди було збережено.
У 1990-х роках лікарню водників імені В. Іванова перетворили на Київську центральну басейнову клінічну лікарню Міністерства охорони здоров'я України.
У 2020 році Басейнову лікарню реорганізовано в Університетську клініку НМУ імені О. О. Богомольця.
Обабіч Головного входу розташовано меморіальні дошки професорам Вадиму Іванову та Анатолію Свінціцькому (1948—2020).

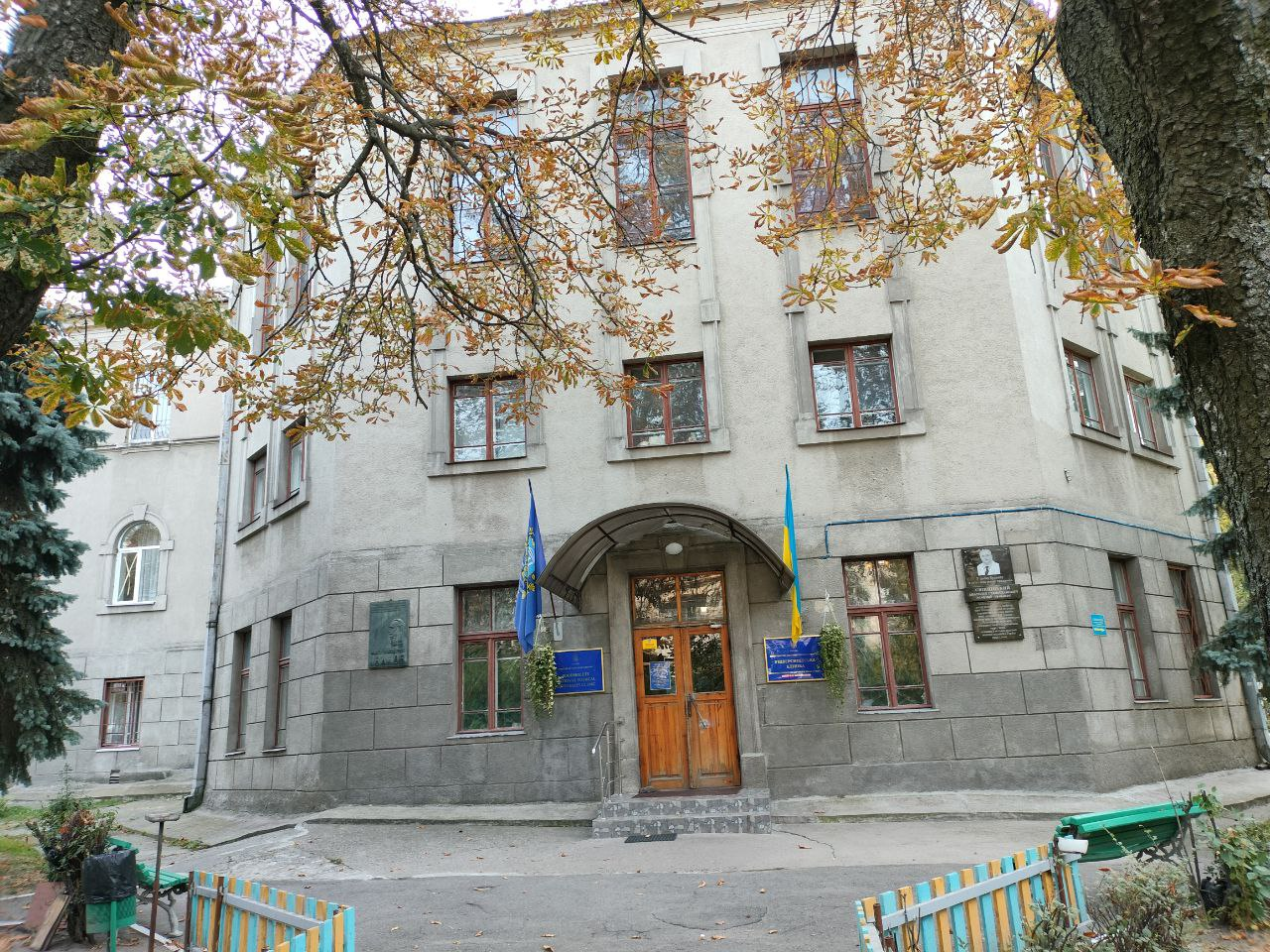
Головний вхід, обабіч меморіальні дошки
Меморіальна дошка Вадиму Іванову, 1963
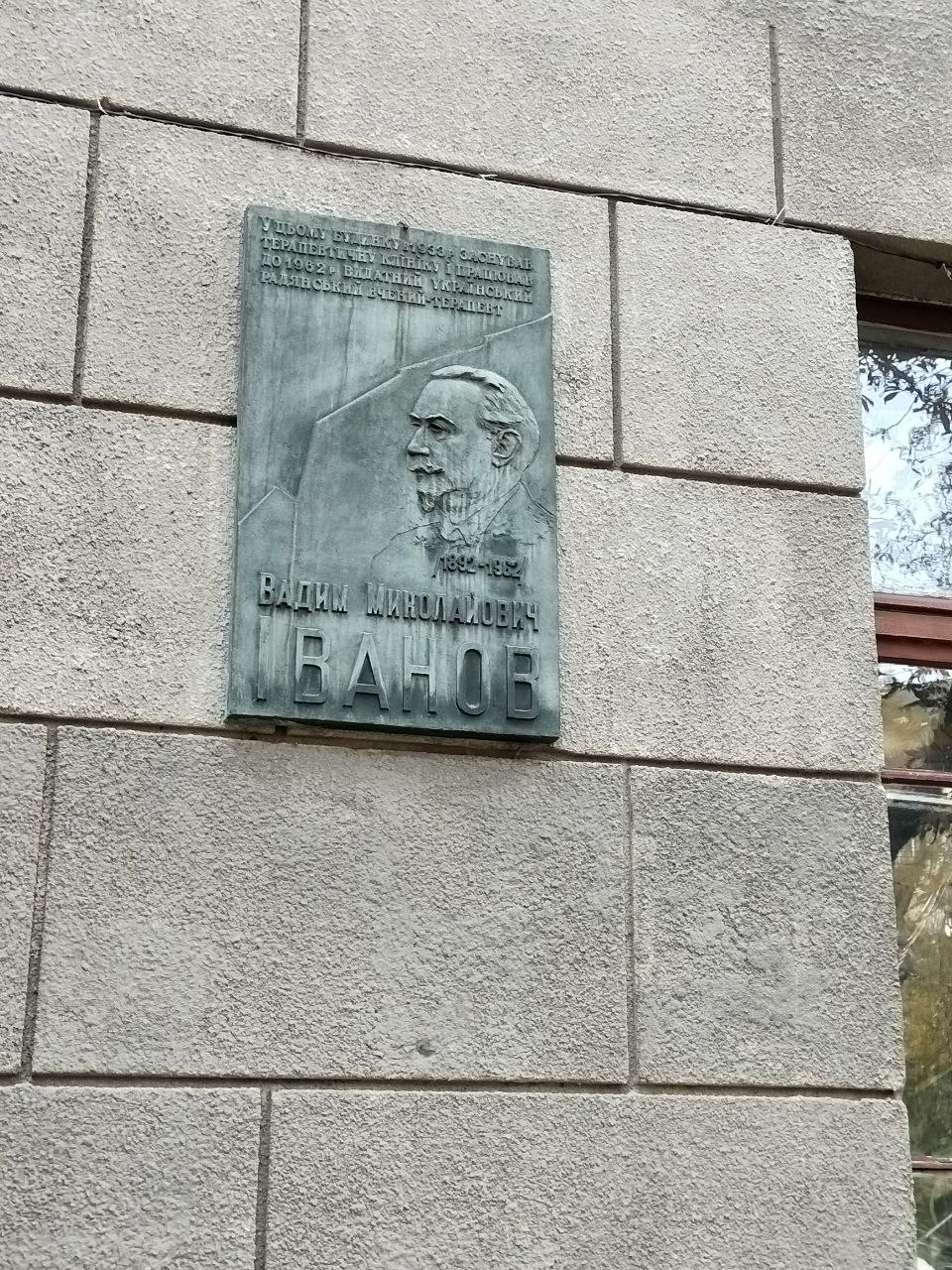
Меморіальна дошка Вадиму Іванову, 1963
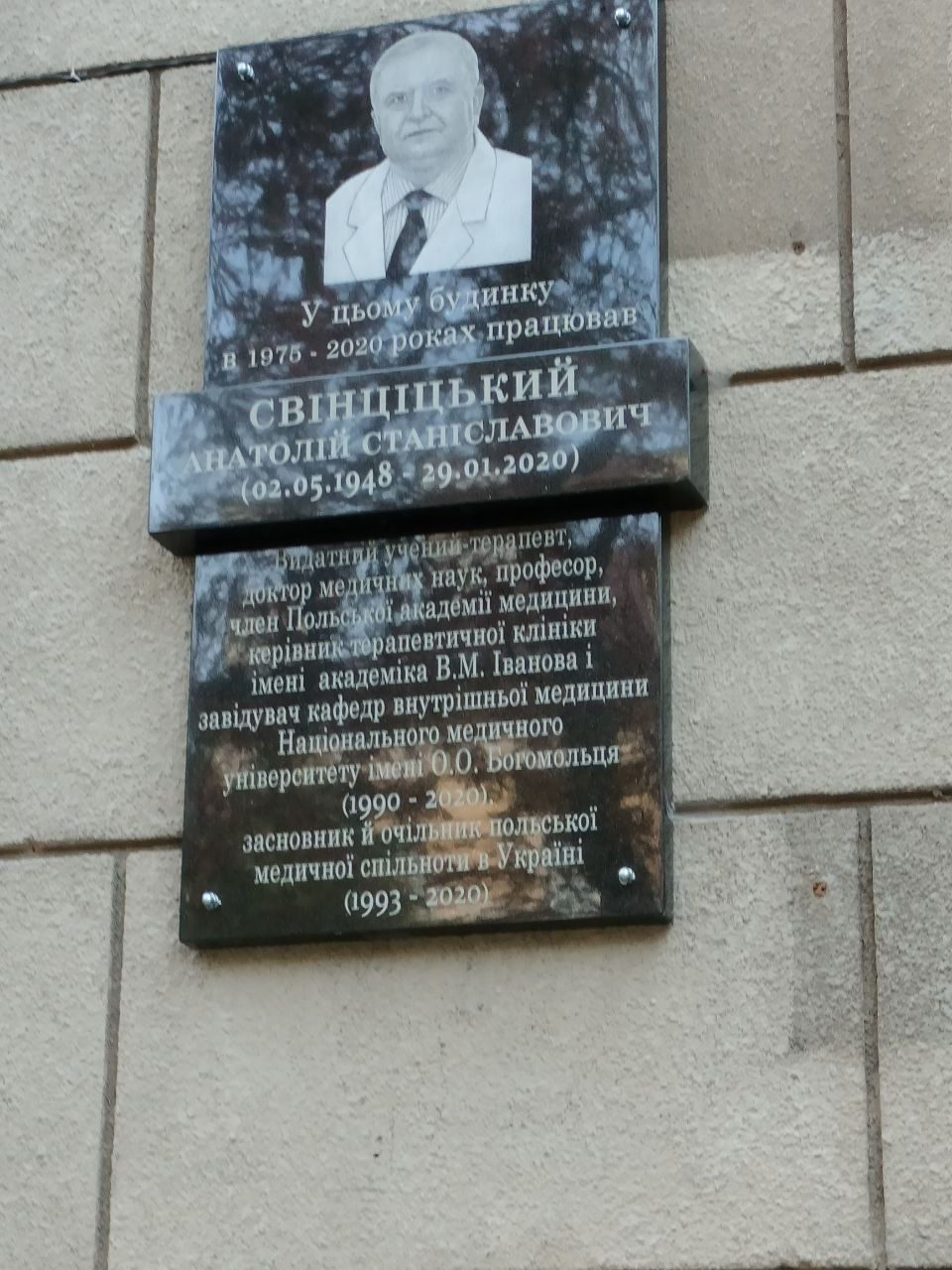
Меморіальна дошка Анатолію Свінціцькому, 2023

## Архітектура
Триповерховий цегляний корпус має хрестоподібну об'ємно-планувальну структуру. Спеціалізовані лікувальні відділення об'єднанує центральний вежоподібний об'єм із восьмикутними у плані приміщеннями вестибюля й розподільчих холів. У коридорній системі прямокутних корпусів-відділень за гігієнічними вимогами передбачено однобічне розміщення палат і кабінетів.
Композиція споруди асиметрична, що властиво архітектурі модерну. Зовнішні стіни покриті сірим теразитовим тиньком. Чоловий фасад має центральну частину і різновеликі крила. Аркові вікна, щипці і декоративні машикулі вирішені з використанням мотивів романо-готичного будування.
Група вхідних приміщень (тамбур, зовнішні та внутрішні сходи) увінчана високим наметом. Проїзд на подвір'я у лівому крилі акцентований гранчастим еркером із черепичним завершенням. Йому відповідала покрівельна вежа на правому крилі будівлі, яку розібрали під час реконструкції 1930-х років.

## Галерея

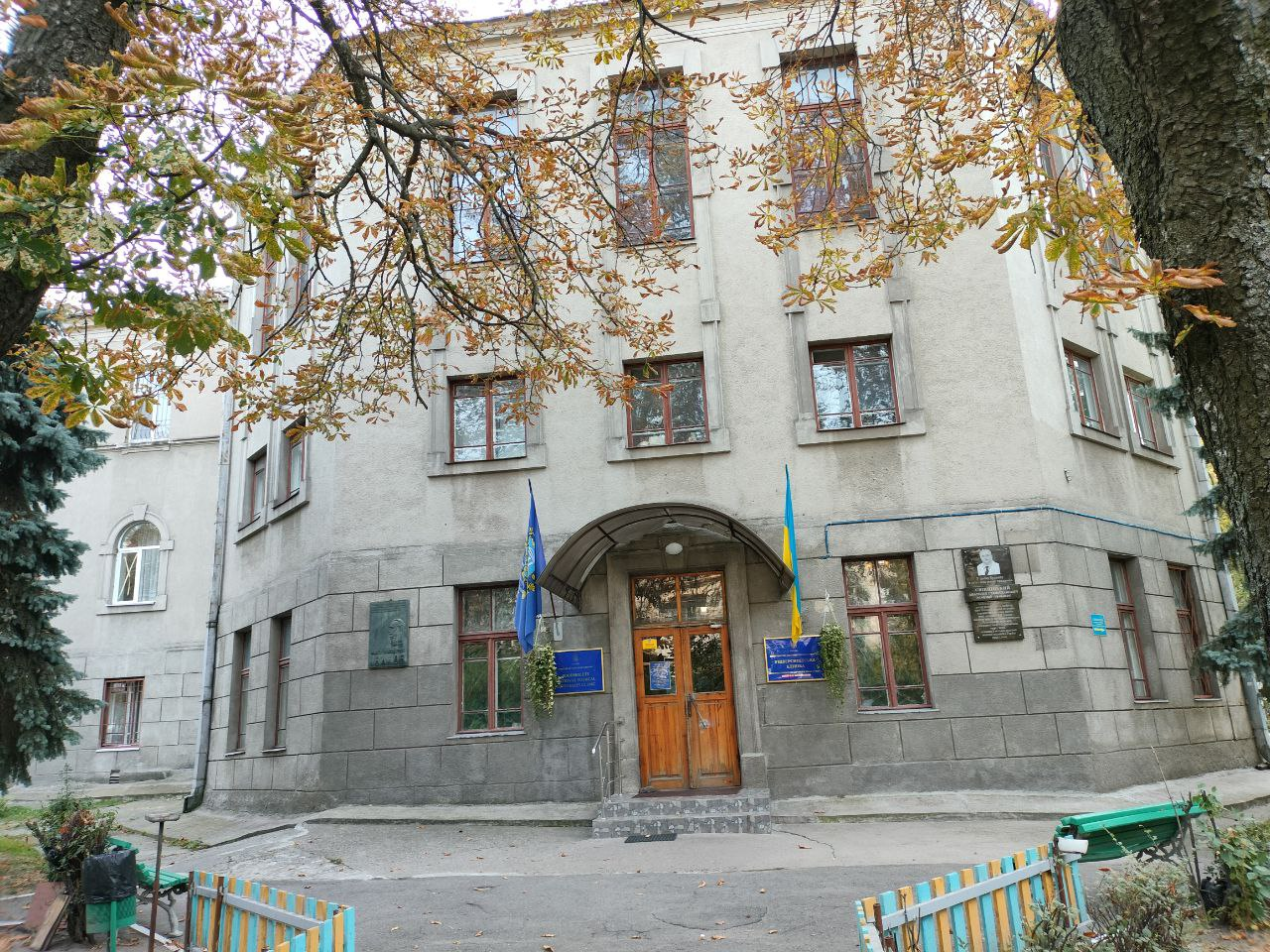
Головний вхід. Ліворуч прапор НМУ
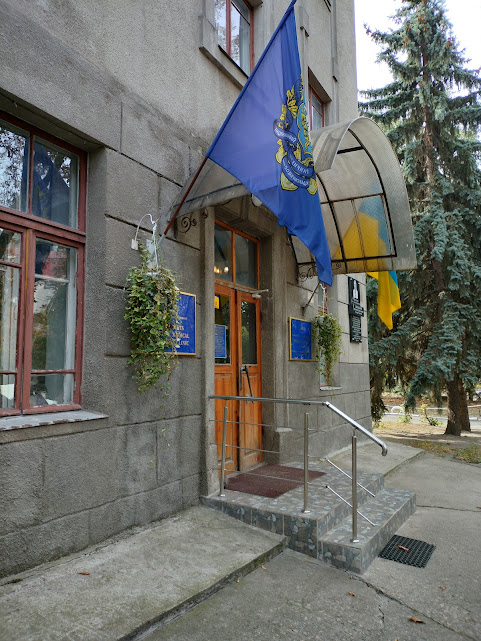
Головний вхід
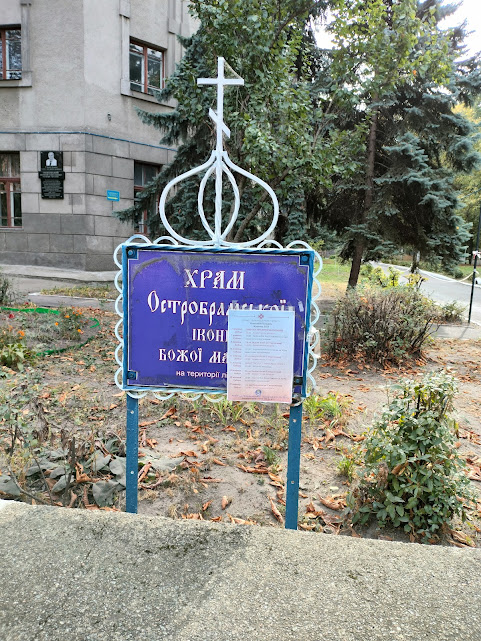
Від Головного входу до Храму
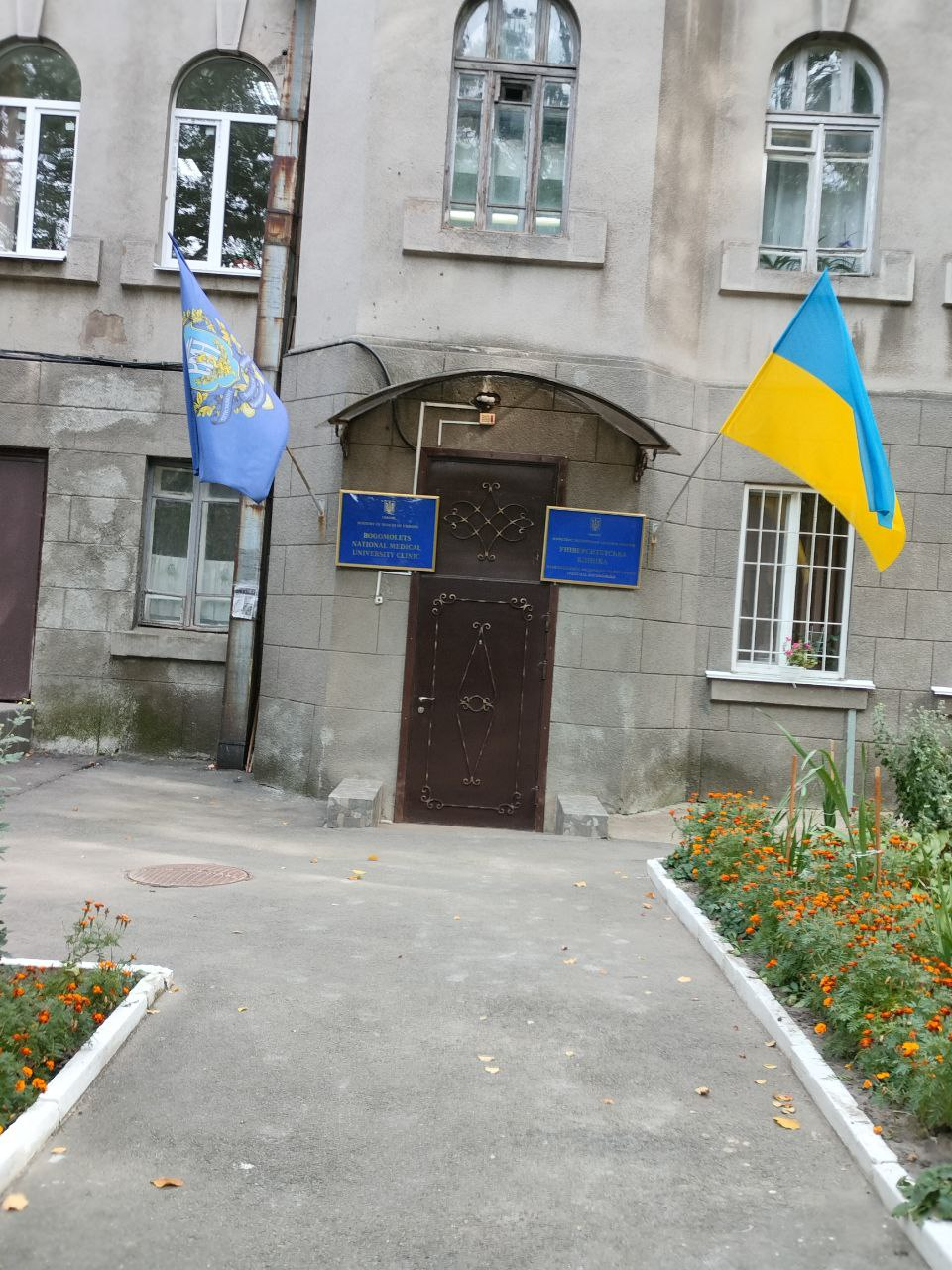
Бічний вхід. Ліворуч прапор НМУ
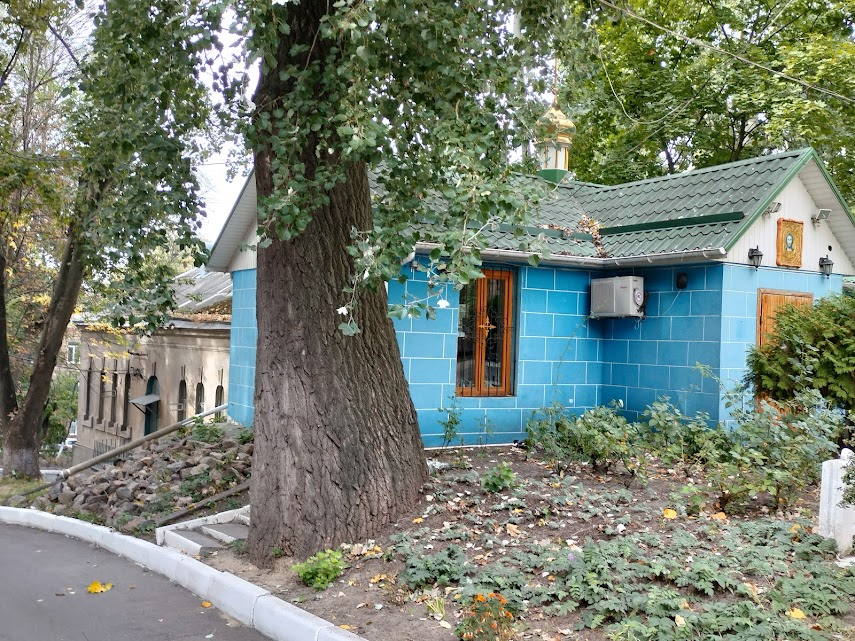
Храм
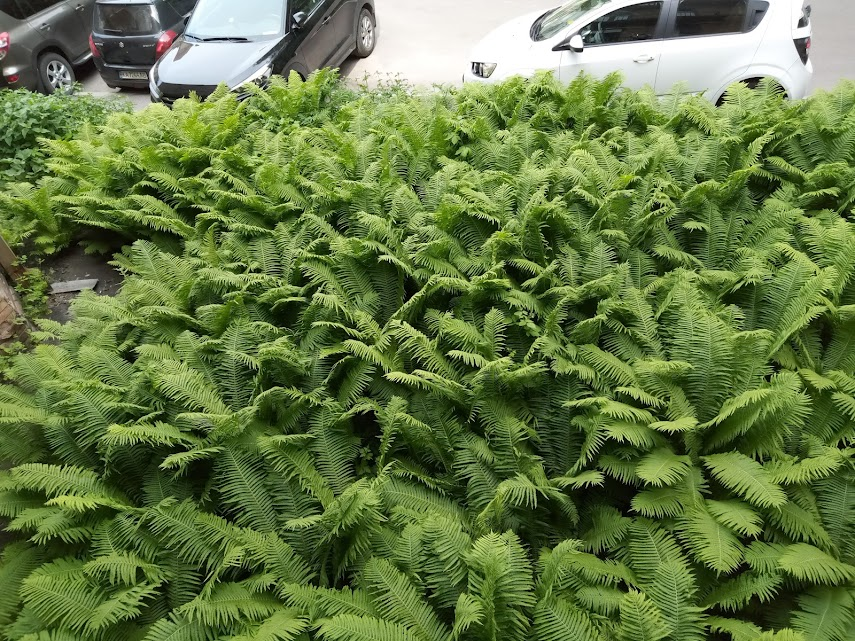
Балкон
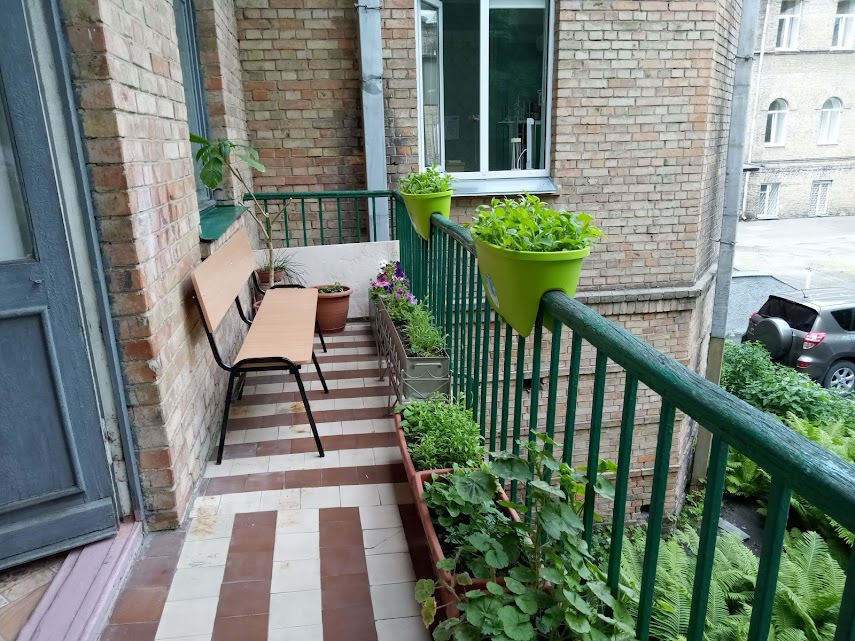
Балкон
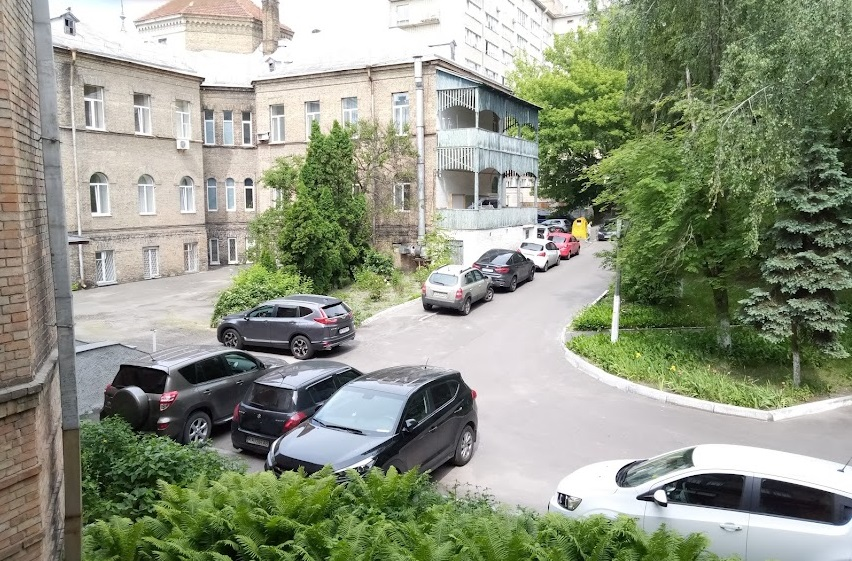
Двір
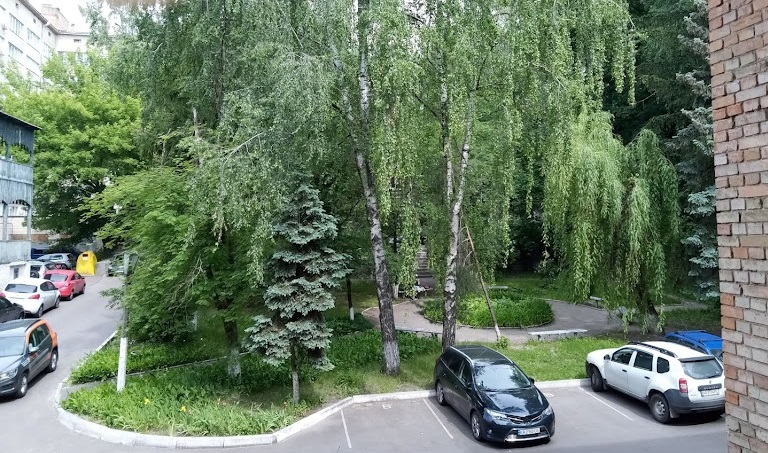
Двір
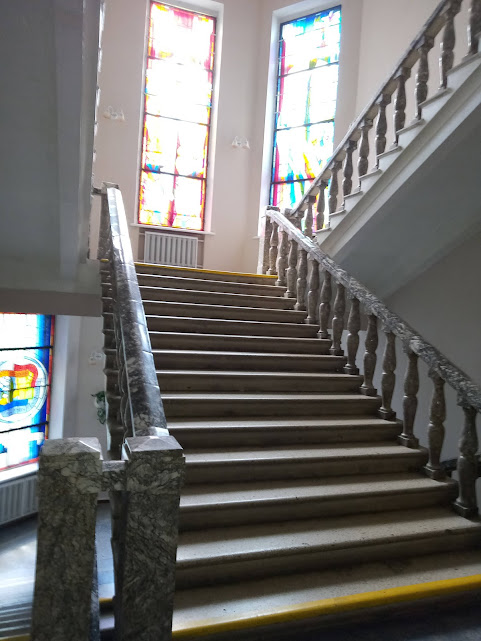
Вітражі
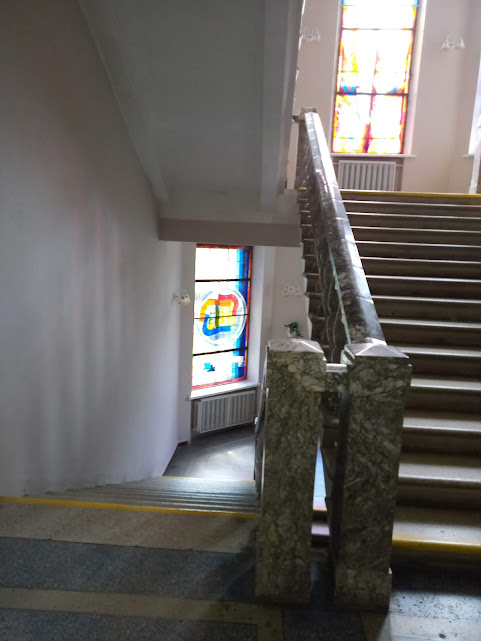
Вітражі
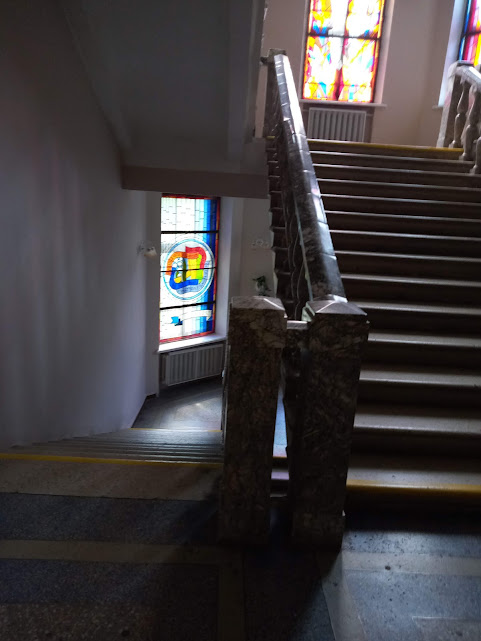
Вітражі
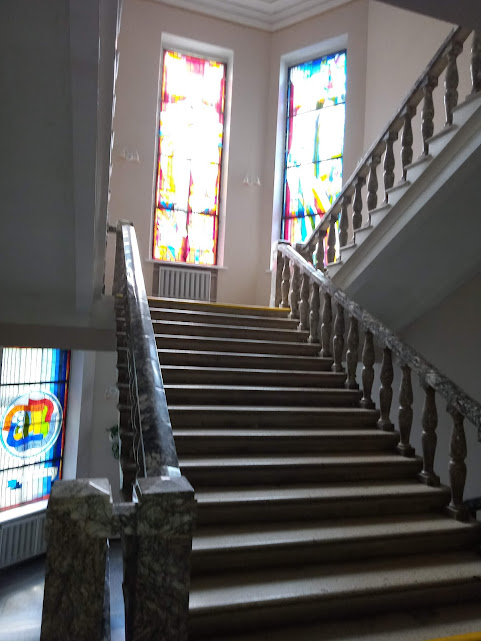
Вітражі
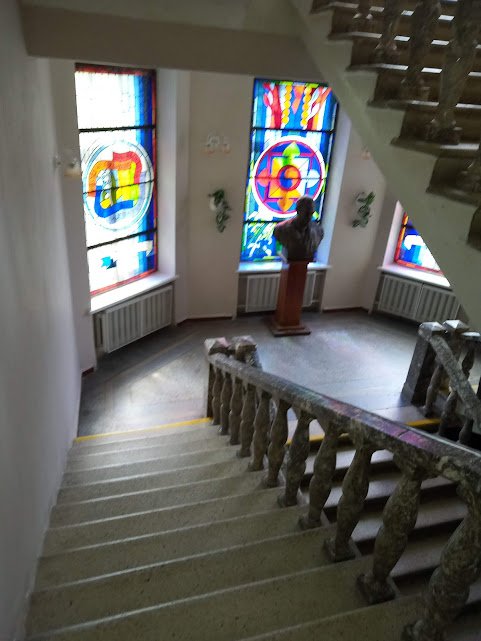
Вітражі
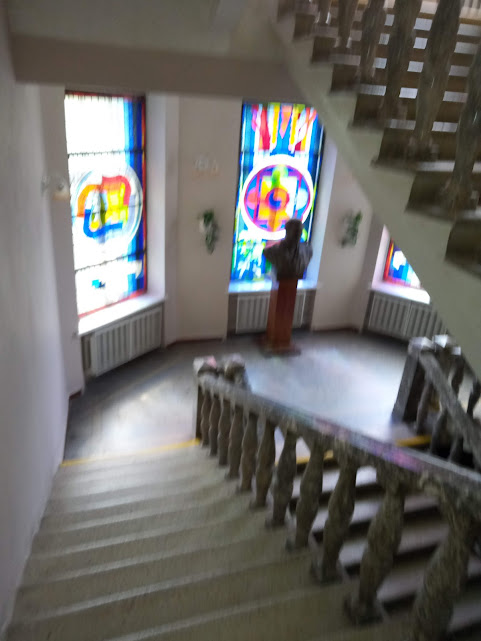
Вітражі
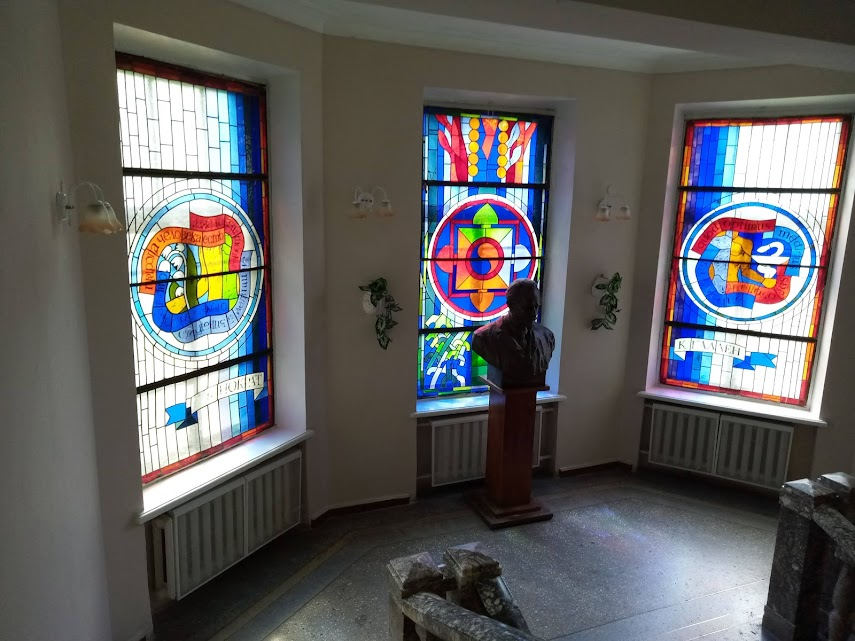
Вітражі

## Церква

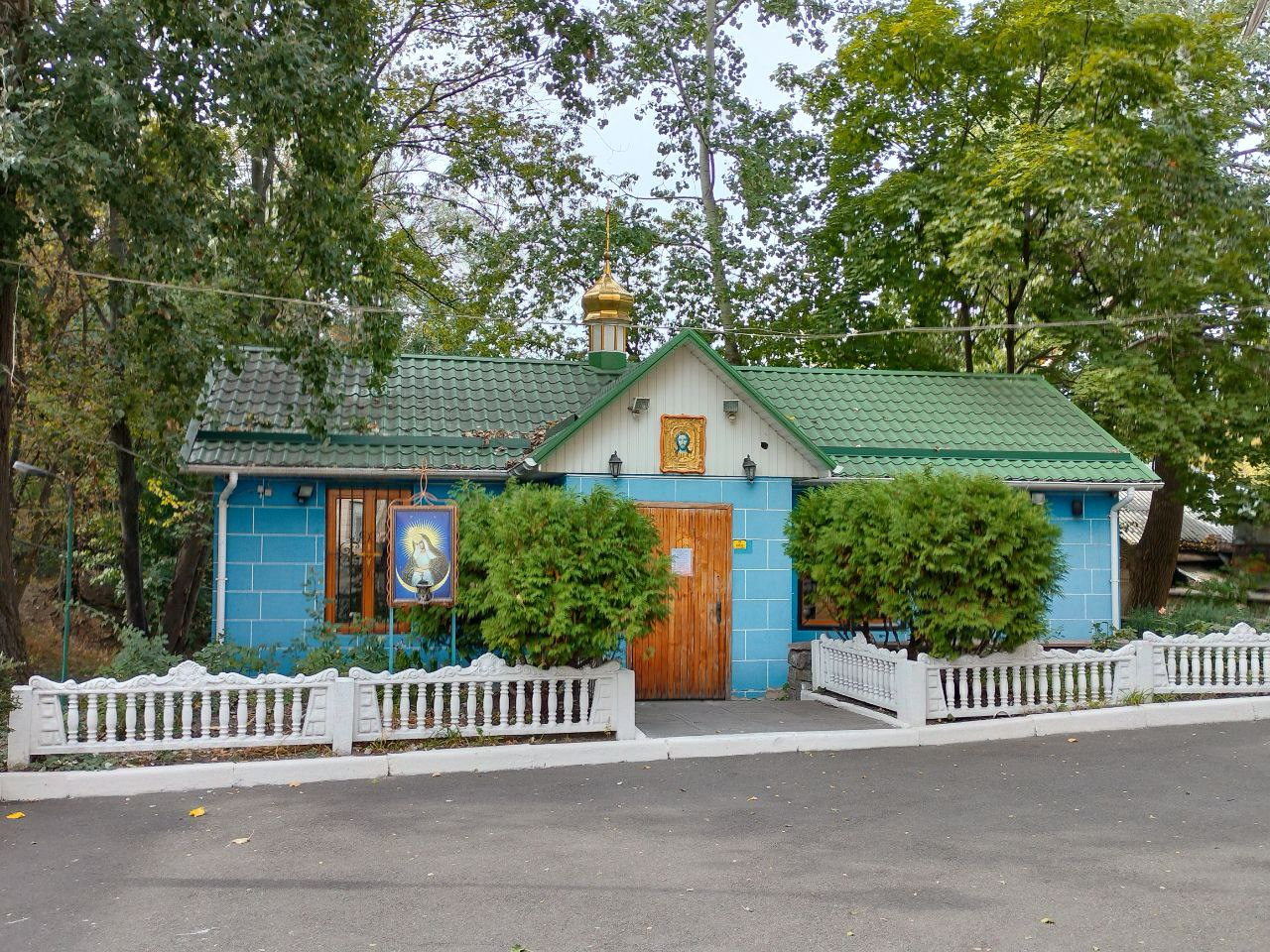
Церква Остробрамської ікони, 5 жовтня 2023

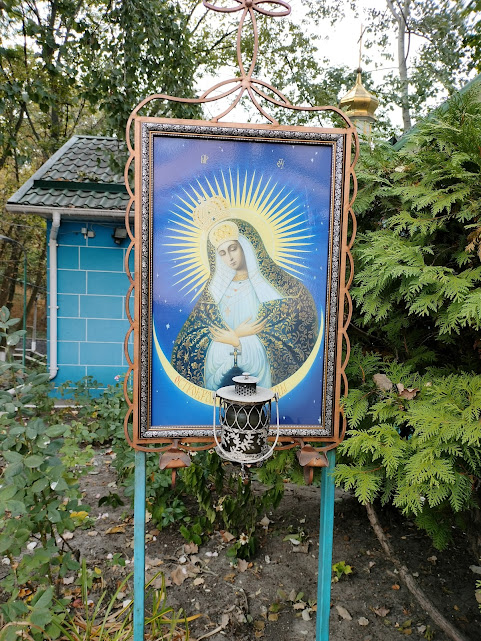
Остробрамська ікона Божої Матері

На території лікарні знаходиться Церква Остробрамської ікони Божої Матері ПЦУ.